# 치즈 커드
치즈 커드(영어: cheese curd)는 캐나다의 소젖 치즈이다. 체더 치즈와 비슷하지만 숙성시키지 않고 응유만 된 상태의 생치즈이며, 푸틴 등을 만드는 데 쓰거나 튀겨 먹는다. 퀘벡 현지에서는 프로마주 앙 그랭(프랑스어: fromage en grains) 또는 프로마주 앙 크로트(프랑스어: fromage en crottes)로도 불린다.

## 사진

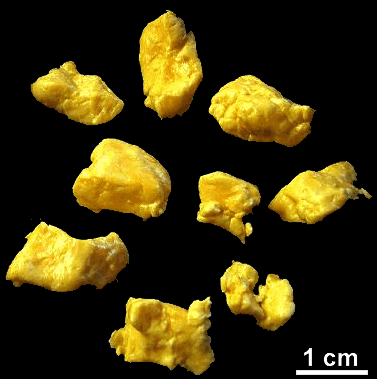
치즈 커드
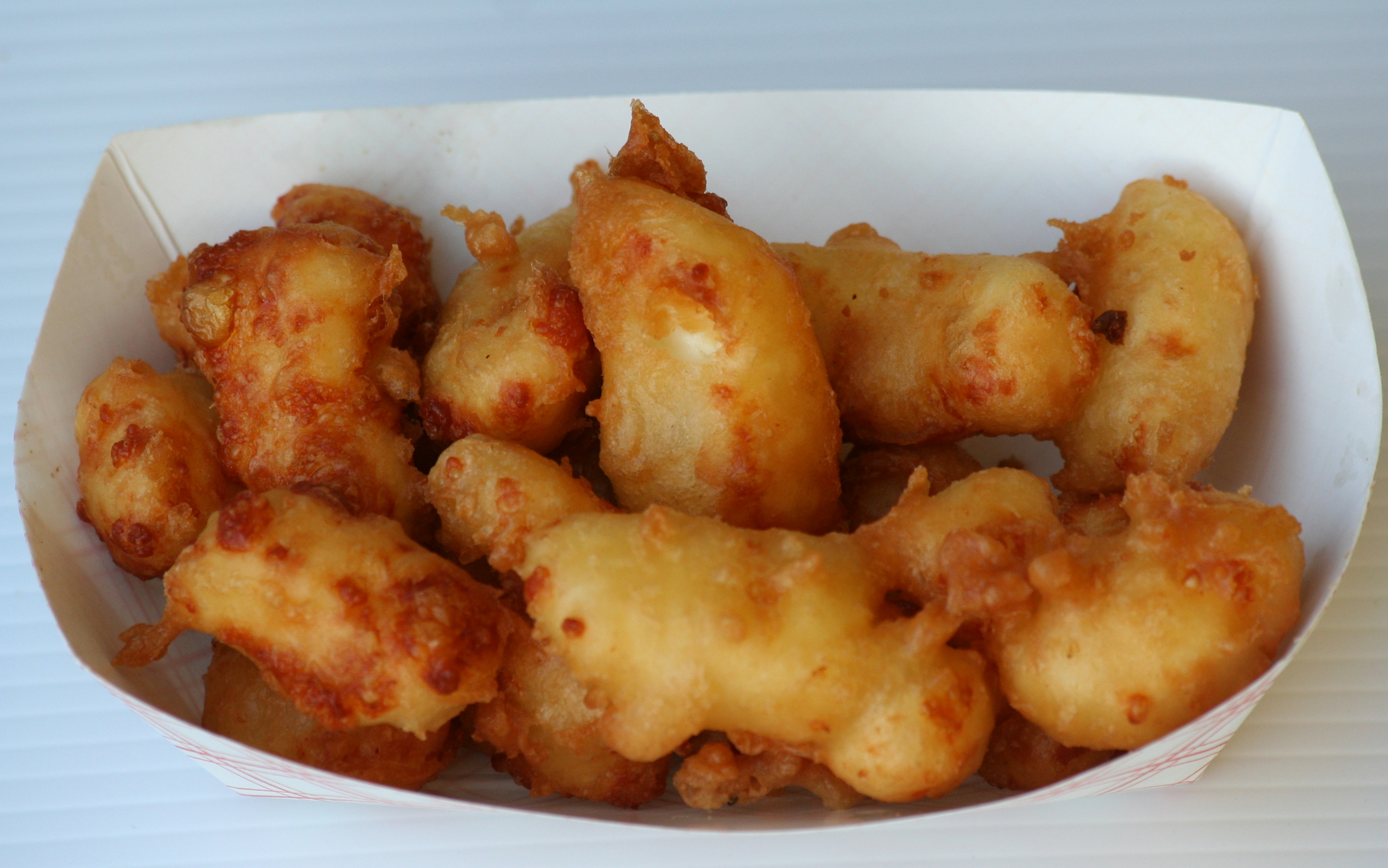
치즈 커드 튀김

## 같이 보기
- 코티지 치즈
- 할루미